# 当代奸雄
《当代奸雄》（英語：All the King's Men，又譯《一代奸雄》）是一部1949年的剧情片，根据罗伯特·潘·沃伦的小说《国王的人马》改编。罗伯特·罗森导演，布罗德里克·克劳福饰演主角威利·斯塔克。

## 剧情
報社記者Jack Burden受命遠赴外地採訪備受打壓的鄉間候選人Willie Stark，其精彩報導使Willie獲得廣泛知名度，但仍毫無意外的落選。
Jack的繼父與女友的家庭皆為政治世家，但他一心要靠自己力爭上游。
州長選舉開始，支持度領先的候選人打算找人分薄對手在鄉間的選票，他們找上Willie。Jack跟隨報導其行程。Willie起初按照選舉幕僚的安排活動，在得知自己被利用後勃然大怒，以其天生的粗野作風發言，反倒吸引背景相近的選民支持。由於他的支持度太高，反倒威脅一開始想利用他的候選人，Jack的報社主管要求停止報導Willie，改支持利用他的人。Jack大怒辭職，過著四處漂流的生活。
四年後，Willie捲土重來。他將幫過他的人都找回來協助選舉，包括Jack在內。由於這次勝券在握，開始有人趨附。Jack的家人們也經由他牽線與Willie合作。雖然有傳言聲稱Willie為了選舉資金作了魔鬼交易，但大家仍選擇相信他。
Willie順利當選州長，卻開始生活糜爛，外遇、弄權，相信人性本惡並掌握各人陰私。屬下爆發醜聞，可能引發政治危機。Willie強行壓制，一干合作對象開始離心離德，身為幕僚的Jack選擇堅定支持Willie，但女友家庭卻因Willie而開始對立，產生分裂。
州長的墮落影響到家人。其子酒後駕車超速，與女乘客雙雙受傷。州長關說警方，並企圖以州府資源買通女乘客之父。女乘客後來傷重而死，其父失蹤。州長為了自己形象逼迫未完全康復的兒子出賽美式足球，以致舊傷復發而昏迷，醒後半身不遂。
在競選連任前夕，女乘客之父屍體被發現。政敵乘此機會發動罷免，州長軟硬兼施，買通若干州議員反對罷免。州內支持與反對州長的民意產生對立。

## 演员
- 布罗德里克·克劳福 — Willie Stark
- John Ireland — Jack Burden
- 乔安妮·德鲁 — Anne Stanton
- 约翰·德里克 — Tom Stark
- 梅赛德丝·麦坎布雷奇 — Sadie Burke
- Shepperd Strudwick — Adam Stanton
- Ralph Dumke — Tiny Duffy
- Anne Seymour — Mrs. Lucy Stark
- Katherine Warren — Mrs. Burden (as Katharine Warren)
- Raymond Greenleaf — Judge Monte Stanton
- Walter Burke — Sugar Boy
- Will Wright — Dolph Pillsbury
- Grandon Rhodes — Floyd McEvoy

## 制作
罗森最初想让约翰·韦恩当主演，他发现电影剧本不爱国，拒绝了。克劳福最终获得了该角色，击败了韦恩赢得了1949年奥斯卡最佳男演员奖。影片在加州不同地点拍摄，当地居民参与了演出，这在当时好莱坞是少见的。

## 奖项
奥斯卡奖
- 最佳影片
- 最佳男主角：Broderick Crawford
- 最佳女配角：Mercedes McCambridge
- 最佳导演提名
- 最佳改编剧本提名：Robert Rossen
- 最佳男配角提名：John Ireland
- 最佳剪辑提名：Robert Parrish and Al Clark

金球奖
- 最佳剧情片
- 最佳导演
- 最佳男主角
- 最佳女配角